# Décès en septembre 2022
Décès
- 2018
- 2019
- 2020
- 2021
- 2022
- 2023
- 2024
- 2025
- 2026

Pour une information complémentaire, voir la page d'aide.

| Date              | Nom                         | Activités                                                                              | Âge   | Source |
| ----------------- | --------------------------- | -------------------------------------------------------------------------------------- | ----- | ------ |
| 1er septembre     | Guy-Pierre Baumann          | Cuisinier et restaurateur français.                                                    | 82    |        |
| 1er septembre     | Jacqueline Chénieux-Gendron | Écrivaine et femme de lettres française.                                               | 82    |        |
| 1er septembre     | Jakez Cornou                | Historien et ethnologue français.                                                      | 87    |        |
| 1er septembre     | Barbara Ehrenreich          | Écrivaine et chroniqueuse américaine.                                                  | 81    | (en)   |
| 1er septembre     | Ravil Maganov               | Homme d'affaires russe.                                                                | 67    | (en)   |
| 1er septembre     | Phillip Mann                | Écrivain britannique de science-fiction.                                               | 80    | (en)   |
| 1er septembre     | Jack Marchal                | Musicien et dessinateur français.                                                      | 75    |        |
| 1er septembre     | Valentina Michak            | Volleyeuse soviétique puis ukrainienne.                                                | 80    | (uk)   |
| 1er septembre     | Diane Noomin                | Auteure américaine de comics underground.                                              | 75    | (en)   |
| 1er septembre     | Earnie Shavers              | Boxeur américain.                                                                      | 78    | (en)   |
| 2 septembre       | Denis Berthiaume            | Universitaire canadien.                                                                | 53    |        |
| 2 septembre       | Mišo Cebalo                 | Joueur d'échecs yougoslave puis croate.                                                | 77    | (hr)   |
| 2 septembre       | Frank Drake                 | Astronome américain.                                                                   | 92    |        |
| 2 septembre       | Manuel Duarte               | Footballeur international portugais.                                                   | 77    | (pt)   |
| 3 septembre       | Yuri Bashkatov              | Nageur soviétique puis russe, double médaillé d'argent olympique (1988, 1992).         | 54    | (ro)   |
| 3 septembre       | Shavez Hart                 | Sprinteur bahaméen.                                                                    | 29    | (en)   |
| 3 septembre       | Sydney Shoemaker            | Philosophe américain.                                                                  | 90    | (en)   |
| 4 septembre       | Robert Bintz                | Coureur cycliste luxembourgeois                                                        | 92    | (pt)   |
| 4 septembre       | Alain Goldmann              | Rabbin français.                                                                       | 90    |        |
| 4 septembre       | Boris Lagutin               | Boxeur soviétique puis russe, médaillé de bronze (1960 champion olympique 1964, 1968). | 84    | (ru)   |
| 4 septembre       | Cyrus Pallonji Mistry       | Homme d'affaires irlando-indien.                                                       | 54    | (en)   |
| 4 septembre       | Ernst Pfister               | Homme politique allemand.                                                              | 75    | (de)   |
| 4 septembre       | Art Rosenbaum               | Artiste, musicien et peintre américain.                                                | 83    | (en)   |
| 4 septembre       | Isolde Schmitt-Menzel       | Designer, auteure, illustratrice, graphiste et céramiste allemande.                    | 92    | (de)   |
| 4 septembre       | Thorkild Simonsen           | Homme politique danois.                                                                | 96    | (da)   |
| 4 septembre       | Peter Straub                | Écrivain américain.                                                                    | 79    | (en)   |
| 4 septembre       | Georges Tignard             | Footballeur français.                                                                  | 67    |        |
| 4 septembre       | Saint-Ange Vebobe           | Joueur français de basket-ball.                                                        | 69    |        |
| 5 septembre       | Margrith Bigler-Eggenberger | Juriste suisse.                                                                        | 89    |        |
| 5 septembre       | Teijirō Furukawa            | Haut fonctionnaire japonais.                                                           | 87    | (ja)   |
| 5 septembre       | Maurice Landrieu            | Homme politique américain.                                                             | 92    | (en)   |
| 5 septembre       | Mariella Mehr               | Écrivaine suisse.                                                                      | 74    | (de)   |
| 5 septembre       | Jeff Robson                 | Joueur de badminton et de tennis néo-zélandais.                                        | 95    | (en)   |
| 5 septembre       | Lars Vogt                   | Pianiste et chef d'orchestre allemand.                                                 | 51    |        |
| 5 septembre       | Eva Zeller                  | Poétesse et romancière allemande.                                                      | 99    | (de)   |
| 6 septembre       | Ligia Branice               | Actrice polonaise.                                                                     | 89    | (pl)   |
| 6 septembre       | François-Bernard Huyghe     | Politologue et essayiste français.                                                     | 71    |        |
| 6 septembre       | Just Jaeckin                | Réalisateur, photographe, scénariste, peintre et sculpteur français.                   | 82    |        |
| 7 septembre       | Marsha Hunt                 | Actrice américaine.                                                                    | 104   | (en)   |
| 7 septembre       | Valeri Poliakov             | Cosmonaute soviétique puis russe.                                                      | 80    | (ru)   |
| 7 septembre       | John Rogister               | Historien britannique.                                                                 | 81    |        |
| 7 septembre       | Henri Salvayre              | Géologue et hydrogéologue français.                                                    | 90    |        |
| 7 septembre       | Dagmar Schipanski           | Universitaire et femme politique allemande.                                            | 79    | (de)   |
| 7 septembre       | Piet Schrijvers             | Footballeur international néerlandais.                                                 | 75    | (nl)   |
| 8 septembre       | Bryan Harvey Bjarnason      | Homme politique canadien.                                                              | 98    | (en)   |
| 8 septembre       | Bibiana Cujec               | Physicienne, chercheuse et professeure slovène puis canadienne                         | 95    | (en)   |
| 8 septembre       | Élisabeth II                | Reine du Royaume-Uni et des autres royaumes du Commonwealth (1952-2022).               | 96    | (en)   |
| 8 septembre       | A. Cecile J.W. Janssens     | Épidémiologiste néerlandaise.                                                          | 54    | (nl)   |
| 8 septembre       | Eluki Monga Aundu           | Militaire congolais.                                                                   | 81    |        |
| 8 septembre       | Klaus Weise                 | Chef d'orchestre allemand.                                                             | 86    |        |
| 9 septembre       | Carol Arnauld               | Chanteuse, auteure et compositrice française.                                          | 61    |        |
| 9 septembre       | Jack Ging                   | Acteur américain.                                                                      | 90    | (en)   |
| 9 septembre       | Dominique Gesseney-Rappo    | Compositeur et chef de chœur suisse.                                                   | 69    |        |
| 9 septembre       | Pierre Muller               | Homme politique suisse.                                                                | 70    |        |
| 9 septembre       | James Polshek               | Architecte américain.                                                                  | 92    | (en)   |
| 9 septembre       | Clive Tanner                | Homme politique canadien.                                                              | 88    | (en)   |
| 10 septembre      | Josy Andrieu                | Chanteuse française.                                                                   | 83    |        |
| 10 septembre      | William Klein               | Photographe américain.                                                                 | 96    |        |
| 10 septembre      | B.B. Lal                    | Archéologue indien.                                                                    | 101   | (en)   |
| 10 septembre      | Paul-Miki Roamba            | Journaliste Burkinabè.                                                                 | 42    |        |
| 10 septembre      | Henri Stierlin              | Historien de l'art et d’architecture, journaliste et photographe suisse.               | 94    | (en)   |
| 11 septembre      | Jean Bock                   | Homme politique belge.                                                                 | 91    |        |
| 11 septembre      | Alain Grenier               | Diplomate français.                                                                    | 91    |        |
| 11 septembre      | Javier Marías               | Écrivain, traducteur, éditeur et journaliste espagnol.                                 | 71    |        |
| 11 septembre      | John W. O'Malley            | Prêtre catholique américain.                                                           | 95    | (en)   |
| 11 septembre      | Roland Reber                | Réalisateur et scénariste allemand.                                                    | 68    | (de)   |
| 11 septembre      | Joyce Reynolds              | Historienne britannique.                                                               | 103   | (en)   |
| 11 septembre      | Swarupananda Saraswati      | Gourou indien.                                                                         | 98    | (en)   |
| 11 septembre      | Alain Tanner                | Réalisateur suisse.                                                                    | 92    |        |
| 11 septembre      | Anthony Varvaro             | Lanceur américain de baseball.                                                         | 37    |        |
| 12 septembre      | Andrée Appercelle           | Poétesse française.                                                                    | 96    |        |
| 12 septembre      | Enanga Kebbi                | Journaliste et femme politique camerounaise.                                           | 60    |        |
| 12 septembre      | Efraín Forero               | Coureur cycliste colombien.                                                            | 92    | (es)   |
| 12 septembre      | Ramsey Lewis                | Pianiste et claviériste américain de jazz.                                             | 87    | (en)   |
| 12 septembre      | Akio Miyazawa               | Dramaturge et écrivain japonais.                                                       | 65    | (ja)   |
| 12 septembre      | Eric Pianka                 | Biologiste américain.                                                                  | 83    | (en)   |
| 12 septembre      | PnB Rock                    | Rappeur, chanteur et auteur-compositeur américain.                                     | 30    | (en)   |
| 12 septembre      | Yadollah Royaï              | Poète iranien.                                                                         | 90    | (fa)   |
| 13 septembre      | Horacio Accavallo           | Boxeur argentin.                                                                       | 87    | (es)   |
| 13 septembre      | Jack Charles                | Acteur australien.                                                                     | 79    | (en)   |
| 13 septembre      | Jean-Luc Godard             | Cinéaste franco-suisse.                                                                | 91    |        |
| 13 septembre      | Brian Hewson                | Athlète britannique.                                                                   | 89    | (en)   |
| 13 septembre      | Kevin Isifu                 | homme politique papou-néo-guinéen.                                                     | ?     | (en)   |
| 13 septembre      | Kóstas Kazákos              | Acteur et homme politique grec.                                                        | 87    | (en)   |
| 13 septembre      | Abderrahmane Mehdaoui       | Entraîneur algérien de football.                                                       | 72    |        |
| 13 septembre      | Kenneth Starr               | Juriste américain.                                                                     | 76    | (en)   |
| 13 septembre      | Toshiko Taira               | Artisane et teinturière japonaise.                                                     | 101   | (ja)   |
| 13 septembre      | Pierre Tournier             | Joueur puis entraîneur français de football.                                           | 88    |        |
| 13 septembre      | Spyrídon Zournatzís         | Homme politique grec.                                                                  | 86    | (el)   |
| 14 septembre      | Géza Csapó                  | Kayakiste hongrois, médaillé d'argent et de bronze olympique (1972, 1976).             | 71    | (hu)   |
| 14 septembre      | Anton Fier                  | Batteur, compositeur et chef d'orchestre américain.                                    | 66    | (en)   |
| 14 septembre      | Shah Moazzem Hossain        | Homme politique bangladais.                                                            | 83    | (en)   |
| 14 septembre      | Naresh Kumar                | Joueur indien de tennis.                                                               | 93    | (en)   |
| 14 septembre      | Louis-Michel Nourry         | Historien français.                                                                    | 76    |        |
| 14 septembre      | Irène Papas                 | Actrice et chanteuse grecque.                                                          | 96    | (el)   |
| 14 septembre      | Bill Pearl                  | Bodybuilder américain.                                                                 | 91    | (en)   |
| 14 septembre      | Andy Romano                 | Acteur américain.                                                                      | 86    | (en)   |
| 14 septembre      | Henry Silva                 | Acteur américain.                                                                      | 95    | (en)   |
| 14 septembre      | Michel Verschueren          | Homme d'affaires et dirigeant sportif belge.                                           | 91    |        |
| 15 septembre      | Honorat Aguessy             | Chercheur béninois.                                                                    | 88    |        |
| 15 septembre      | Bang Hai Ja                 | Peintre, poétesse et calligraphe sud-coréenne.                                         | 85    |        |
| 15 septembre      | Brian Binnie                | Astronaute américain.                                                                  | 69    | (en)   |
| 15 septembre      | Françoise Dupuy             | Danseuse et chorégraphe française.                                                     | 97    |        |
| 15 septembre      | Axel Jodorowsky             | Acteur mexicano-français.                                                              | 57    | (es)   |
| 15 septembre      | Saul Kripke                 | Philosophe et logicien américain.                                                      | 81    | (en)   |
| 15 septembre      | Jacqueline Mille            | Actrice française.                                                                     | 94    |        |
| 15 septembre      | Francescantonio Nolè        | Franciscain conventuel et archevêque italien.                                          | 74    | (it)   |
| 15 septembre      | Jeanne Renaud               | Danseuse, chorégraphe, professeure et directrice artistique canadienne.                | 94    |        |
| 16 septembre      | Mahsa Amini                 | Étudiante iranienne.                                                                   | 22    |        |
| 16 septembre      | Roger Rey                   | Joueur de rugby à XIII international français.                                         | 91    |        |
| 16 septembre      | Luciano Vassalo             | Joueur de football italo-érythréen.                                                    | 87    | (it)   |
| 17 septembre      | David Nkoto Emane           | Haut-fonctionnaire camerounais.                                                        | 65    |        |
| 17 septembre      | Anna Gaël                   | Actrice et journaliste française.                                                      | 79    | (en)   |
| 17 septembre      | Kelsang Gyatso              | Moine bouddhiste britannique.                                                          | 91    | (en)   |
| 17 septembre      | Isami Ishii                 | Mangaka japonais.                                                                      | 80    | (en)   |
| 17 septembre      | Igor Maslennikov            | Réalisateur et scénariste soviétique puis russe.                                       | 90    | (ru)   |
| 17 septembre      | Vlado Milunić               | Architecte tchèque d'origine croate.                                                   | 81    |        |
| 17 septembre      | Maarten Schmidt             | Astronome néerlandais.                                                                 | 92    | (de)   |
| 18 septembre      | Cherry Valentine            | drag queen britannique.                                                                | 28    | (en)   |
| 18 septembre      | Mustafa Dağıstanlı          | Lutteur turc, double champion olympique (1956, 1960).                                  | 91    | (tr)   |
| 18 septembre      | Kjell Espmark               | Poète, romancier et historien de la littérature suédois.                               | 92    | (se)   |
| 18 septembre      | Diane Guérin                | Chanteuse et actrice canadienne.                                                       | 74    |        |
| 18 septembre      | Vernon Heywood              | Biologiste britannique.                                                                | 94    |        |
| 18 septembre      | Nick Holonyak Jr.           | Physicien, inventeur et ingénieur américain.                                           | 93    | (en)   |
| 18 septembre      | Albert Legault              | Chercheur et professeur canadien.                                                      | 84    |        |
| 18 septembre      | Gabriella Licudi            | Actrice britannique.                                                                   | 81    | (en)   |
| 18 septembre      | Victor Gruschka Springer    | Biologiste, ichtyologiste et zoologiste américain.                                     | 94    | (en)   |
| 19 septembre      | Klaus Behrens               | Rameur d'aviron allemand, médaillé d'argent aux Jeux olympiques d'été de 1964.         | 81    | (en)   |
| 19 septembre      | Vernon Dvorak               | Météorologue américain.                                                                | 93    | (en)   |
| 19 septembre      | Valerie Maynard             | Artiste américaine.                                                                    | 85    | (en)   |
| 19 septembre      | Julien Rascagnères          | Joueur français de rugby à XIII.                                                       | 77    |        |
| 19 septembre      | Maury Wills                 | Joueur de baseball américain.                                                          | 89    | (en)   |
| 20 septembre      | Émile Antonio               | Footballeur français.                                                                  | 94    |        |
| 20 septembre      | Philippine Dhanis           | Femme politique belge                                                                  | 55    |        |
| 20 septembre      | Alexeï Naguine              | Officier de renseignement, mercenaire, sniper et scénariste russe.                     | 41    | (ru)   |
| 20 septembre      | Sergueï Puskepalis          | Acteur et metteur en scène soviétique puis russe.                                      | 56    | (ru)   |
| 20 septembre      | Christian Ragot             | Designer français.                                                                     | 88    |        |
| 20 septembre      | Virginio Rognoni            | Homme politique italien.                                                               | 98    | (it)   |
| 20 septembre      | Nika Shakarami              | Adolescente iranienne.                                                                 | 16    | (en)   |
| 21 septembre      | Lydia Alfonsi               | Actrice italienne.                                                                     | 94    | (it)   |
| 21 septembre      | Andrea Bodó                 | Gymnaste artistique hongroise, multiple médaillée olympique (1952, 1956).              | 88    | (en)   |
| 21 septembre      | François Corteggiani        | Auteur de bande dessinée français.                                                     | 69    |        |
| 21 septembre      | Bertrand Créac'h            | Sculpteur français.                                                                    | 74    |        |
| 21 septembre      | Raymond Huguet              | Coureur cycliste français.                                                             | 84    |        |
| 21 septembre      | Françoise Pinsard           | Nouvelliste française.                                                                 | 84    |        |
| 22 septembre      | Carlos Balá                 | Acteur et humoriste argentin.                                                          | 97    | (es)   |
| 22 septembre      | François Bott               | Journaliste et écrivain français.                                                      | 87    |        |
| 22 septembre      | Marc Danval                 | Écrivain, journaliste et artiste belge.                                                | 85    |        |
| 22 septembre      | Jorge Fons                  | Réalisateur mexicain.                                                                  | 83    |        |
| 22 septembre      | Hilary Mantel               | Romancière britannique.                                                                | 70    | (en)   |
| 22 septembre      | Jean Ravier                 | Pyrénéiste français.                                                                   | 88    |        |
| 22 septembre      | Renaud de Rochebrune        | Historien, éditeur et journaliste français.                                            | 75    |        |
| 22 septembre      | Mohamed Sheikh              | Homme d'affaires et homme politique britannique.                                       | 81    | (en)   |
| 23 septembre      | Prince Amartey              | Boxeur ghanéen, médaillé de bronze aux Jeux olympiques d'été de 1972.                  | 78    | (en)   |
| 23 septembre      | Abdoul Aziz Diallo          | Homme politique guinéen.                                                               | ?     |        |
| 23 septembre      | Louise Fletcher             | Actrice américaine.                                                                    | 88    | (en)   |
| 23 septembre      | Vladimir Krasnopolski       | Cinéaste soviétique puis russe.                                                        | 89    | (ru)   |
| 23 septembre      | Franciszek Pieczka          | Acteur de théâtre et de cinéma polonais.                                               | 94    | (pl)   |
| 24 septembre      | Hudson Austin               | Homme politique grenadien.                                                             | 84    | (en)   |
| 24 septembre      | Bill Blaikie                | Homme politique canadien.                                                              | 71    |        |
| 24 septembre      | Jean Charles                | Animateur de radio et humoriste suisse.                                                | 85    |        |
| 24 septembre      | Bernard Marie Chiquet       | Enseignant et conférencier français.                                                   | 64    |        |
| 24 septembre      | Chris Davidson              | Surfeur australien.                                                                    | 44    | (en)   |
| 24 septembre      | Marie-Louise Fort           | Femme politique française.                                                             | 71    |        |
| 24 septembre      | Simon Ibo                   | Homme politique, animateur de télévision et chanteur français.                         | 81    |        |
| 24 septembre      | Kitten Natividad            | Actrice mexicaine.                                                                     | 74    | (en)   |
| 24 septembre      | Ohn Thwin                   | Militaire et diplomate birman.                                                         | 51/52 | (en)   |
| 24 septembre      | Pharoah Sanders             | Saxophoniste américain de jazz.                                                        | 81    |        |
| 24 septembre      | Amin Tarokh                 | Acteur de cinéma, théâtre et séries télévisées iranien.                                | 69    | (en)   |
| 24 septembre      | Fiorenzo Toso               | Linguiste et dialectologue italien.                                                    | 60    | (it)   |
| 25 septembre      | Aïcha Chenna                | Militante, travailleuse sociale et écrivaine marocaine.                                | 81    |        |
| 25 septembre      | Rafael Chimishkyan          | Haltérophile soviétique, champion aux Jeux olympiques d'été de 1952.                   | 93    | (en)   |
| 25 septembre      | René Domergue               | Essayiste et sociologue français.                                                      | 73    |        |
| 25 septembre      | Jacques Drèze               | Économiste belge.                                                                      | 93    |        |
| 25 septembre      | James Florio                | Homme politique américain.                                                             | 85    | (en)   |
| 25 septembre      | Nikolaï Kirtok              | Aviateur soviétique puis ukrainien.                                                    | 101   | (ru)   |
| 25 septembre      | Andrés Prieto               | Footballeur chilien.                                                                   | 93    | (en)   |
| 25 septembre      | Radovan Radaković           | Footballeur international serbe.                                                       | 51    | (sr)   |
| 25 septembre      | Kim Seong-dong              | Écrivain sud-coréen.                                                                   | 74    | (co)   |
| 25 septembre      | Gianfranco Spadaccia        | Homme politique et journaliste italien.                                                | 87    | (it)   |
| 25 septembre      | Jean-René Toumelin          | Dirigeant sportif français.                                                            | 80    |        |
| 26 septembre      | Lilo                        | Chanteuse et actrice française.                                                        | 101   |        |
| 26 septembre      | Hilaree Nelson              | Skieuse-alpiniste américaine.                                                          | 49    |        |
| 26 septembre      | Ronney Pettersson           | Footballeur international suédois .                                                    | 82    | (sv)   |
| 26 septembre      | Michel Pinçon               | Sociologue français.                                                                   | 80    |        |
| 26 septembre      | Youssef al-Qaradâwî         | Théologien, prédicateur et universitaire qatarien.                                     | 96    |        |
| 26 septembre      | Mark Souder                 | Homme politique américain.                                                             | 72    | (en)   |
| 26 septembre      | Patrick Van Kets            | Footballeur belge.                                                                     | 55    |        |
| 27 septembre      | Michio Ariyoshi             | Joueur de shōgi japonais.                                                              | 87    | (ja)   |
| 27 septembre      | Amadou Ali                  | Homme politique camerounais.                                                           | 78/79 |        |
| 27 septembre      | André van der Bijl          | Missionnaire et écrivain néerlandais.                                                  | 94    | (en)   |
| 27 septembre      | Vincent Deporter            | Auteur de bande dessinée, animateur et illustrateur belge.                             | 63    | (en)   |
| 27 septembre      | Jean-Claude Hiquet          | Joueur français de rugby à XV.                                                         | 82    |        |
| 27 septembre      | Ferfried de Hohenzollern    | Pilote automobile allemand.                                                            | 79    | (de)   |
| 27 septembre      | Claude Kory Kondiano        | Homme politique guinéen.                                                               | 80    |        |
| 27 septembre      | Jean-Michel Meurice         | Artiste-peintre et réalisateur français.                                               | 83    |        |
| 27 septembre      | Boris Moïsseïev             | Chanteur de variétés et chorégraphe russe.                                             | 68    | (ru)   |
| 28 septembre      | Michel Ameller              | Haut fonctionnaire français.                                                           | 96    |        |
| 28 septembre      | Coolio                      | Rappeur et acteur américain.                                                           | 59    |        |
| 28 septembre      | Rüdiger Döhler              | Orthopédiste et chirurgien allemand.                                                   | 74    | (de)   |
| 28 septembre      | Ahmed Hadjali               | Handballeur algérien.                                                                  | 46    |        |
| 28 septembre      | Jim Nisbet                  | Romancier et poète américain.                                                          | 75    |        |
| 28 septembre      | Masayoshi Takemura          | Homme politique japonais.                                                              | 88    | (en)   |
| 29 septembre      | Gilles Boisvert             | Joueur canadien de hockey sur glace.                                                   | 89    | (en)   |
| 29 septembre      | Réjean Bonenfant            | Écrivain, poète et romancier canadien.                                                 | 76    |        |
| 29 septembre      | Kathleen Booth              | Informaticienne britannique.                                                           | 100   | (en)   |
| 29 septembre      | Andrée Ferretti             | Femme politique, romancière et écrivaine canadienne.                                   | 87    |        |
| 29 septembre      | Akissi Kouamé               | Médecin militaire ivoirienne.                                                          | 67    |        |
| 29 septembre      | Gilles Loiselle             | Fonctionnaire principal, journaliste et homme politique canadien.                      | 93    |        |
| 29 septembre      | Paul Veyne                  | Historien, écrivain et professeur d'université français.                               | 92    |        |
| 30 septembre      | Guillermo Ayoví Erazo       | Musicien équatorien.                                                                   | 92    | (es)   |
| 30 septembre      | Jean-Louis Bauer            | Acteur de cinéma et de télévision et auteur français de théâtre.                       | 70    |        |
| 30 septembre      | Franco Dragone              | Metteur en scène belge.                                                                | 69    |        |
| 30 septembre      | Yvon Lafrance               | Militaire, chef d'entreprise et homme politique canadien.                              | 78    |        |
| 30 septembre      | Robin Marlar                | Joueur de cricket et journaliste britannique.                                          | 91    | (en)   |
| 30 septembre      | Ivan Petunin                | Artiste de hip-hop et rappeur de battle russe                                          | 27    | (ru)   |
| 30 septembre      | Marvin Powell               | Joueur américain de football américain.                                                | 67    | (en)   |
| 30 septembre      | François Remetter           | Footballeur français.                                                                  | 94    |        |
| 30 septembre      | Daniel Soulez Larivière     | Avocat français.                                                                       | 80    |        |
| 30 septembre      | Iouri Zaïtsev               | Haltérophile soviétique, champion aux Jeux olympiques d'été de 1976.                   | 71    | (ru)   |
| Date indéterminée | Antonín Hájek               | Sauteur à ski tchèque.                                                                 | 35    |        |